# Lille Presteskjær fyr
Lille Presteskjær fyr ligger ved indsejlingen til Rekefjord syd for Hauge i Sokndal kommune i Rogaland fylke i Norge. Lille Presteskjær er et indsejlingsfyr. Det ble sat i drift i 1895, og blev automatiseret i 1973. Fyret var tidligere overbygget med fyrtop, men denne blev fjernet under automatiseringen.